# 보조 기술 서비스 제공 인터페이스

보조 기술 서비스 제공 인터페이스(Assistive Technology Service Provider Interface, ATSPI, AT-SPI)는 그놈(GNOME) 프로젝트에서 개발한, 어떠한 애플리케이션의 접근성 기능들을 어떤 GUI 툴킷을 사용하느냐에 구애받지 않고 제공하기 위해 만들어지는 프로그램이다. 동작 원리는 애플리케이션의 내용을 논리적으로 재구현하여 제공하는 것. 스크린 리더, 스크린 돋보기처럼 신체가 불편한 이들이 애플리케이션과 보다 원활하게 소통할 수 있게 하여 주는 프로그램에 주로 쓰인다.
현재 GTK+ 2.x, 자바/스윙, 모질라 슈트, 스타오피스/오픈오피스 등을 지원하며 현재 자유 표준 그룹에서 리눅스 표준으로 인정하고 있다.

## 같이 보기
- 접근성 툴킷